# Freie-Partie-Europameisterschaft der Junioren 2005/06

Logo CEB (ausrichtender Verband)

Die Freie-Partie-Europameisterschaft der Junioren 2005 war das 30. Turnier in dieser Disziplin des Karambolagebillards und fand vom 2. bis zum 2. Dezember 2005 in Brügge statt. Die Meisterschaft zählte zur Saison 2005/06.

## Geschichte
Als dritter Belgier nach Frédéric Caudron und Mario van Gompel gewann Maarten Janssen die Junioren-EM in der Freien Partie. Die weiteren Podestplätze belegten Ian van Krieken, Pierre Soumagne und Raymund Swertz.

## Modus
Gespielt wurde eine Vorrunde im Round-Robin-Modus, danach eine Knock-out-Runde  bis 300 Punkte oder 20 Aufnahmen. Ab der Saison 2001/02 wurde Platz drei nicht mehr ausgespielt.
Platzierung in den Tabellen bei Punktgleichheit:
1. MP = Matchpunkte
2. GD = Generaldurchschnitt
3. HS = Höchstserie

## Vorrunde
| Abschlusstabelle Gruppe A | Abschlusstabelle Gruppe A | Abschlusstabelle Gruppe A | Abschlusstabelle Gruppe A | Abschlusstabelle Gruppe A | Abschlusstabelle Gruppe A | Abschlusstabelle Gruppe A | Abschlusstabelle Gruppe A | Abschlusstabelle Gruppe A |
| Platz                     | Name                      | MP                        | Pkte                      | Aufn.                     | GD                        | BED                       | HS                        |                           |
| ------------------------- | ------------------------- | ------------------------- | ------------------------- | ------------------------- | ------------------------- | ------------------------- | ------------------------- | ------------------------- |
| 1                         | Koen Saver                | 4:2                       | 811                       | 17                        | 47,70                     | 60,00                     | 218                       |                           |
| 2                         | Jens Fischer              | 4:2                       | 664                       | 21                        | 31,61                     | 100,00                    | 262                       |                           |
| 3                         | Roij van Raaij            | 2:4                       | 415                       | 17                        | 24,41                     | 50,00                     | 170                       |                           |
| 4                         | Léo Dubernet              | 2:4                       | 462                       | 25                        | 18,48                     | 21,42                     | 74                        |                           |

| Abschlusstabelle Gruppe B | Abschlusstabelle Gruppe B | Abschlusstabelle Gruppe B | Abschlusstabelle Gruppe B | Abschlusstabelle Gruppe B | Abschlusstabelle Gruppe B | Abschlusstabelle Gruppe B | Abschlusstabelle Gruppe B | Abschlusstabelle Gruppe B |
| Platz                     | Name                      | MP                        | Pkte                      | Aufn.                     | GD                        | BED                       | HS                        |                           |
| ------------------------- | ------------------------- | ------------------------- | ------------------------- | ------------------------- | ------------------------- | ------------------------- | ------------------------- | ------------------------- |
| 1                         | Pierre Soumagne           | 6:0                       | 900                       | 21                        | 42,85                     | 75,00                     | 261                       |                           |
| 2                         | Christian Mooren          | 4:2                       | 721                       | 25                        | 28,84                     | 50,00                     | 293                       |                           |
| 3                         | Patrik Führlinger         | 2:4                       | 224                       | 34                        | 6,58                      | 4,85                      | 92                        |                           |
| 4                         | Raffael Scanferla         | 0:6                       | 105                       | 34                        | 3,08                      | -                         | 28                        |                           |

| Abschlusstabelle Gruppe C | Abschlusstabelle Gruppe C | Abschlusstabelle Gruppe C | Abschlusstabelle Gruppe C | Abschlusstabelle Gruppe C | Abschlusstabelle Gruppe C | Abschlusstabelle Gruppe C | Abschlusstabelle Gruppe C | Abschlusstabelle Gruppe C |
| Platz                     | Name                      | MP                        | Pkte                      | Aufn.                     | GD                        | BED                       | HS                        |                           |
| ------------------------- | ------------------------- | ------------------------- | ------------------------- | ------------------------- | ------------------------- | ------------------------- | ------------------------- | ------------------------- |
| 1                         | Raymund Swertz            | 6:0                       | 900                       | 16                        | 56,25                     | 300,00                    | 300                       |                           |
| 2                         | Jérôme Riotto             | 4:2                       | 412                       | 41                        | 10,04                     | 11,95                     | 82                        |                           |
| 3                         | Martin Färber             | 2:4                       | 238                       | 44                        | 5,40                      | 6,30                      | 45                        |                           |
| 4                         | Joel Duvoisin             | 0:6                       | 199                       | 51                        | 3,90                      | -                         | 38                        |                           |

| Abschlusstabelle Gruppe D | Abschlusstabelle Gruppe D | Abschlusstabelle Gruppe D | Abschlusstabelle Gruppe D | Abschlusstabelle Gruppe D | Abschlusstabelle Gruppe D | Abschlusstabelle Gruppe D | Abschlusstabelle Gruppe D | Abschlusstabelle Gruppe D |
| Platz                     | Name                      | MP                        | Pkte                      | Aufn.                     | GD                        | BED                       | HS                        |                           |
| ------------------------- | ------------------------- | ------------------------- | ------------------------- | ------------------------- | ------------------------- | ------------------------- | ------------------------- | ------------------------- |
| 1                         | Maarten Janssen           | 6:0                       | 900                       | 22                        | 40,90                     | 60,00                     | 194                       |                           |
| 2                         | Ian van Krieken           | 4:2                       | 764                       | 26                        | 29,38                     | 42,85                     | 278                       |                           |
| 3                         | Ludovic Hebrard           | 2:4                       | 484                       | 33                        | 14,66                     | 23,07                     | 88                        |                           |
| 4                         | Pavel Böhm                | 0:6                       | 163                       | 25                        | 6,52                      | -                         | 48                        |                           |

## Endrunde
|  | Viertelfinale 300/20 | Viertelfinale 300/20 | Viertelfinale 300/20 | Viertelfinale 300/20 | Viertelfinale 300/20 | Viertelfinale 300/20 |                 |                 | Halbfinale 300/20 | Halbfinale 300/20 | Halbfinale 300/20 | Halbfinale 300/20 | Halbfinale 300/20 | Halbfinale 300/20 |      |       | Finale 300/20 | Finale 300/20 | Finale 300/20 | Finale 300/20 | Finale 300/20 | Finale 300/20 |
|  |                      |                      |                      |                      |                      |                      |                 |                 |                   |                   |                   |                   |                   |                   |      |       |               |               |               |               |               |               |
|  |                      | MP                   | Pkt.                 | Aufn.                | ED                   | HS                   |                 |                 |                   |                   |                   |                   |                   |                   |      |       |               |               |               |               |               |               |
|  |                      | MP                   | Pkt.                 | Aufn.                | ED                   | HS                   |                 |                 |                   |                   |                   |                   |                   |                   |      |       |               |               |               |               |               |               |
|  | Koen Saver           | 0                    | 13                   | 5                    | 2,60                 | 4                    |                 |                 |                   |                   |                   |                   |                   |                   |      |       |               |               |               |               |               |               |
|  | Koen Saver           | 0                    | 13                   | 5                    | 2,60                 | 4                    |                 | MP              | Pkt.              | Aufn.             | ED                | HS                |                   |                   |      |       |               |               |               |               |               |               |
|  | Ian van Krieken      | 2                    | 300                  | 5                    | 60,00                | 184                  |                 | MP              | Pkt.              | Aufn.             | ED                | HS                |                   |                   |      |       |               |               |               |               |               |               |
|  | Ian van Krieken      | 2                    | 300                  | 5                    | 60,00                | 184                  | Ian van Krieken | 2               | 300               | 9                 | 33,33             | 105               |                   |                   |      |       |               |               |               |               |               |               |
|  |                      | MP                   | Pkt.                 | Aufn.                | ED                   | HS                   | Ian van Krieken | 2               | 300               | 9                 | 33,33             | 105               |                   |                   |      |       |               |               |               |               |               |               |
|  |                      | MP                   | Pkt.                 | Aufn.                | ED                   | HS                   |                 | Raymund Swertz  | 0                 | 67                | 9                 | 7,44              | 32                |                   |      |       |               |               |               |               |               |               |
|  | Raymund Swertz       | 2                    | 300                  | 14                   | 21,42                | 113                  |                 | Raymund Swertz  | 0                 | 67                | 9                 | 7,44              | 32                |                   |      |       |               |               |               |               |               |               |
|  | Raymund Swertz       | 2                    | 300                  | 14                   | 21,42                | 113                  |                 |                 |                   |                   |                   |                   |                   | MP                | Pkt. | Aufn. | ED            | HS            |               |               |               |               |
|  | Christian Mooren     | 0                    | 227                  | 14                   | 16,21                | 110                  |                 |                 |                   |                   |                   |                   |                   | MP                | Pkt. | Aufn. | ED            | HS            |               |               |               |               |
|  | Christian Mooren     | 0                    | 227                  | 14                   | 16,21                | 110                  | Ian van Krieken | 0               | 115               | 3                 | 38,33             | 99                |                   |                   |      |       |               |               |               |               |               |               |
|  |                      | MP                   | Pkt.                 | Aufn.                | ED                   | HS                   | Ian van Krieken | 0               | 115               | 3                 | 38,33             | 99                |                   |                   |      |       |               |               |               |               |               |               |
|  |                      | MP                   | Pkt.                 | Aufn.                | ED                   | HS                   |                 | Maarten Janssen | 2                 | 300               | 3                 | 100,00            | 293               |                   |      |       |               |               |               |               |               |               |
|  | Pierre Soumagne      | 2                    | 300                  | 2                    | 150,00               | 300                  |                 | Maarten Janssen | 2                 | 300               | 3                 | 100,00            | 293               |                   |      |       |               |               |               |               |               |               |
|  | Pierre Soumagne      | 2                    | 300                  | 2                    | 150,00               | 300                  |                 | MP              | Pkt.              | Aufn.             | ED                | HS                |                   |                   |      |       |               |               |               |               |               |               |
|  | Jérôme Riotto        | 0                    | 51                   | 2                    | 25,50                | 51                   |                 | MP              | Pkt.              | Aufn.             | ED                | HS                |                   |                   |      |       |               |               |               |               |               |               |
|  | Jérôme Riotto        | 0                    | 51                   | 2                    | 25,50                | 51                   | Pierre Soumagne | 0               | 62                | 5                 | 12,40             | 45                |                   |                   |      |       |               |               |               |               |               |               |
|  |                      | MP                   | Pkt.                 | Aufn.                | ED                   | HS                   | Pierre Soumagne | 0               | 62                | 5                 | 12,40             | 45                |                   |                   |      |       |               |               |               |               |               |               |
|  |                      | MP                   | Pkt.                 | Aufn.                | ED                   | HS                   |                 | Maarten Janssen | 2                 | 300               | 5                 | 60,00             | 240               |                   |      |       |               |               |               |               |               |               |
|  | Maarten Janssen      | 2                    | 300                  | 3                    | 100,00               | 257                  |                 | Maarten Janssen | 2                 | 300               | 5                 | 60,00             | 240               |                   |      |       |               |               |               |               |               |               |
|  | Maarten Janssen      | 2                    | 300                  | 3                    | 100,00               | 257                  |                 |                 |                   |                   |                   |                   |                   |                   |      |       |               |               |               |               |               |               |
|  | Jens Fischer         | 0                    | 219                  | 3                    | 73,00                | 192                  |                 |                 |                   |                   |                   |                   |                   |                   |      |       |               |               |               |               |               |               |
|  | Jens Fischer         | 0                    | 219                  | 3                    | 73,00                | 192                  |                 |                 |                   |                   |                   |                   |                   |                   |      |       |               |               |               |               |               |               |

## Endergebnis
| MP    | Match Points (Sieger = 2; Unentschieden = 1; Verlierer = 0) |
| Pkte. | Erzielte Karambolagen                                       |
| Aufn. | Benötigte Versuche                                          |
| GD    | Generaldurchschnitt                                         |
| BED   | Bester Einzeldurchschnitt eines Spielers                    |
| HS    | Höchstserie                                                 |
|       | Bester GD des Turniers                                      |
|       | Bester ED des Turniers                                      |
|       | Beste HS des Turniers                                       |
|       | 1. Platz (Gold)                                             |
|       | 2. Platz (Silber)                                           |
|       | 3. Platz (Bronze)                                           |

| Finale                     | 1  | Maarten Janssen   | 12:0 | 1800 | 33 | 54,54 | 100,00 | 293 |
| Finale                     | 2  | Ian van Krieken   | 8:4  | 1479 | 43 | 34,39 | 60,00  | 278 |
| Halb- finale               | 3  | Pierre Soumagne   | 8:2  | 1262 | 28 | 45,07 | 150,00 | 300 |
| Halb- finale               | 3  | Raymund Swertz    | 8:2  | 1267 | 39 | 32,48 | 300,00 | 300 |
| Viertel- finale            | 5  | Koen Saver        | 4:4  | 824  | 22 | 37,45 | 60,00  | 218 |
| Viertel- finale            | 6  | Jens Fischer      | 4:4  | 883  | 24 | 36,79 | 100,00 | 262 |
| Viertel- finale            | 7  | Christian Mooren  | 4:4  | 948  | 39 | 24,30 | 50,00  | 293 |
| Viertel- finale            | 8  | Jérôme Riotto     | 4:4  | 463  | 43 | 10,76 | 11,95  | 82  |
| Gruppen- phase             | 9  | Roij van Raaij    | 2:4  | 415  | 17 | 24,41 | 50,00  | 170 |
| Gruppen- phase             | 10 | Ludovic Hebrard   | 2:4  | 484  | 33 | 14,66 | 23,07  | 88  |
| Gruppen- phase             | 11 | Patrik Führlinger | 2:4  | 224  | 34 | 6,58  | 4,85   | 92  |
| Gruppen- phase             | 12 | Martin Färber     | 2:4  | 238  | 44 | 5,40  | 6,30   | 45  |
| Gruppen- phase             | 13 | Léo Dubernet      | 2:4  | 462  | 25 | 18,48 | 21,42  | 74  |
| Gruppen- phase             | 14 | Pavel Böhm        | 0:6  | 163  | 25 | 6,52  | -      | 48  |
| Gruppen- phase             | 15 | Joel Duvoisin     | 0:6  | 199  | 51 | 3,90  | -      | 38  |
| Gruppen- phase             | 16 | Raffael Scanferla | 0:6  | 105  | 34 | 3,08  | -      | 28  |
| Turnierdurchschnitt: 21,00 |    |                   |      |      |    |       |        |     |